# Ја ноћас плакати нећу/Зашто те толико волим
Ја ноћас плакати нећу/Зашто те толико волим је десета сингл-плоча певачице Снежане Ђуришић и друга која је објављена 1976. године. Издата је за Југотон.

## Песме
| Страна | Песма                 | Аутори                             |
| ------ | --------------------- | ---------------------------------- |
| А      | Ја ноћас плакати нећу | Аца Степић (м), Младен Николић (т) |
| Б      | Зашто те толико волим | Аца Степић (м), Младен Николић (т) |